# Roger Fjellström
Jan Roger Fjellström, född 19 januari 1945 i Boden, död 5 augusti 2025, var en svensk filosof, kulturskribent, författare och bildkonstnär.

## Biografi
Fjellström föddes i Boden men växte upp i Stockholm.
Han tog initiativ till och var förste redaktör för tidskriften Häften för kritiska studier. Han var också med om att starta och verka i redaktionen för tidningen Djurfront. Under flera år kritiker och debattör på Dagens Nyheters kultursida. Mellan 1968 och 1978 lärare och forskare i praktisk filosofi vid Stockholms universitet, mellan 1994 och 2009 verksam i samma ämne vid Umeå universitet. Docent i praktisk filosofi. Hans intresseområden som filosof är, vid sidan av de grundläggande moralfilosofiska frågorna, djurrättsetik och utbildningsetik. Han medverkar regelbundet i dagspress, Filosofisk tidskrift, Tidskrift för politisk filosofi och Pedagogiska magasinet. 1977 debuterade han samtidigt som poet och som tolk av poesi. Från 1979 drev han det skönlitterära bokförlaget OrdStröm, där de flesta av hans arbeten som författare och tolk av poesi har utkommit. Som introduktör och tolk har Fjellström ägnat sig åt flera av 1900-talet mest betydande diktare, som Antonin Artaud, René Char, Primo Levi, Henri Michaux, Iwan Simatupang, Jules Supervielle och Wisława Szymborska. En av hans främsta insatser som förläggare är att med en urvalsvolym 1980 ha introducerat den då i Sverige så gott som okända, blivande nobelpristagaren Wisława Szymborska. Som författare, översättare och förläggare tystnade Fjellström i början av 1990-talet. Ett nytt, eget verk kom emellertid på förlaget 2012 och (på annat förlag) en volym med Primo Levis samlade dikter samma år. Sedan dess har han publicerat ett flertal verk, bland annat två memoarer: Villkorlig barndom och Ung Blundar Ser. Han har illustrerat och/eller gjort omslagsbild till de flesta av sina böcker. Som bildkonstnär verkade Fjellström huvudsakligen under 1980- och 90-talet.

### Filosofiska böcker
- Historiens lagar och socialismen, 1976 (Filosofiska institutionen, Stockholms universitet, dr. avh.)
- Etik och moral i högre utbildning, 1999 (Umeå universitet, PU-enheten)
- Skolområdets etik, 2004 (Studentlitteratur)
- Lärares yrkesetik, 2005 (Studentlitteratur)

### Skönlitterära böcker, ofta under pseudonym
- Andnöd, 1977 (Wahlström & Widstrand)
- Svarta droppar, 1979 (OrdStröm)
- Spetsar Punkter Hål, 1981 (OrdStröm)
- Soltals, 1984 (OrdStröm)
- År Blås, 1986 (OrdStröm)
- Kornrapp å spånflyn, 1987 (OrdStröm)
- Maja Ång, 1988 (OrdStröm)
- Tilt, 1990 (OrdStröm)
- Molningar Tankestyckat, 2012 ebok/ 2014 tryckt bok (OrdStröm)
- Villkorlig barndom - en memoaressä, 2016 ebok/tryckt bok (OrdStröm)
- På liv och död & andra omständigheter: porträtt debatt essäer, 2017 ebok/tryckt bok (OrdStröm)
- Ung Blundar Ser - oromantiska minnen, 2018 ebok/tryckt bok (OrdStröm)
- Helgum. En berättelse om spökeri, galenskap och död i en nordlig provins, 2019 ebok/tryckt bok (OrdStröm)
- Vans Comite, trasdik tat trans diktat, 2021 tryckt bok (OrdStröm)

### Redigerade böcker
- Gunnar Ekelöfs Grotesker, 1981 (OrdStröm)
- Se Michaux, 1986 (OrdStröm)
- Sidor av Förintelsen, 2000 (tillsammans med Stephen Fruitman; Studentlitteratur)

### Tolkningar
- Antonin Artaud (del av volym)
- Ho Chi Minh (del av volym)
- René Char (2 volymer)
- Romain Gary/Émile Ajar (1 volym)
- Primo Levi (1 volym)
- Henri Michaux (4 volymer)
- Jules Supervielle (1 volym)
- Iwan Simatupang (1 volym)
- Wisława Szymborska (1 volym; tillsammans med Per-Arne Bodin)

## Bildkonst
Roger Fjellström är representerad på Mannaminnes konstmuseum, Nordingrå.
Utställningar:
- Separatutställning med tuschlaveringar på Kramfors bibliotek, 1986.
- Separatutställning med oljemålningar på Galleri Bison, Örnsköldsvik, 1987.
- Samlingsutställning på Hola folkhögskola i maj 1991.
- Separatutställning med oljemålningar på Café Mannaminne, Nordingrå, augusti 1992.
- Samlingsutställning ”Dikt och bild”, Ö-viks nya bibliotek maj–augusti, 1993. Samlingsutställning ”På ytan”, Härnösands konsthall, juli-september 1993.
- Samlingsutställning, som speciellt inbjuden, med ett urval Nordingråkonstnärer, Vallen, Nordingrå, augusti 1998.
- Utställning tillsammans med Jan K. Persson, Härnösands bibliotek, oktober 2002.

## Priser och utmärkelser
- Forskningsstipendium av Lärarförbundet och Pedagogiska magasinet, 1997.
- ”Den gyllene pekpinnen”, pedagogiskt pris av den regionala Ume-styrelsen för studentmedlemmar i Lärarnas Riksförbund, 2007.
- Tilldelad en belöning ur Svenska Akademiens egna medel, 2015.